# Lindek
Lindek je naselje v Občini Vojnik.

## Prebivalstvo
Etnična sestava 1991:
- Slovenci: 96 (98 %)
- Črnogorci: 1 (1 %)
- Neznano: 1 (1 %)